# Nigerian Marketplace
Nigerian Marketplace est un album en public  de Oscar Peterson accompagné de Niels-Henning Ørsted Pedersen enregistré au Festival de Montreux en 1981.

## Titres
1. Nigerian Marketplace (Oscar Peterson) – 8:30
2. Au Privave (Charlie Parker) – 6:52
3. Medley : Misty"/Waltz for Debby (Johnny Burke, Erroll Garner)/(Bill Evans, Gene Lees) – 8:27
4. Nancy (With the Laughing Face) (Phil Silvers, Jimmy Van Heusen) – 8:16
5. Cakewalk (Peterson) – 6:47
6. You Look Good to Me (Seymour Lefco, Clement Wells) – 6:52

### Musiciens
- Terry Clarke - batterie
- Niels-Henning Ørsted Pedersen – contrebasse
- Oscar Peterson – piano